# Rémy Dugimont
Rémy Dugimont, né le 1er juillet 1986 à Saint-Cloud (Hauts-de-Seine, France), est un footballeur français qui évolue au poste d'attaquant à la JS saint-pierroise.

## Biographie

### Formation et débuts
Rémy Dugimont commence sa formation au Club Sportif Cellois Football à La Celle Saint-Cloud puis est formé au Paris Saint-Germain où il joue avec les U13 puis les U15. Après trois ans passés avec le club parisien, il s'engage avec le club amateur du Chesnay, où il évolue jusqu'en senior. Il rejoint ensuite pour une saison Levallois, qui est en CFA 2. En 2008, il rejoint Poissy, qui évolue en CFA 2. Après deux saisons dans ce championnat, le club parvient à monter en CFA. Le début de saison 2009-2010 est difficile pour le club qui enchaîne les mauvais résultats. Il parvient néanmoins à se maintenir dans le championnat et réalise un beau parcours en Coupe de France. Le jeune attaquant réalise l'une des saisons les plus abouties de sa carrière en inscrivant 15 buts en championnat et 6 en coupe. Durant la saison 2010-2011, ses bonnes performances le font connaître du public.

### Rouen (2011-2013)
Il s'engage pour Rouen en 2011 et découvre pour la première fois le National.Il s'impose rapidement au sein des Normands malgré quelques blessures. Il enchaîne les bonnes performances individuelles et se fait remarquer par plusieurs clubs.

### Clermont (2013-2018)
Le 27 mai 2013, Dugimont s'engage avec le Clermont Foot pour deux saisons, découvrant pour la première fois de sa carrière le football professionnel,. Lors de sa première saison, Dugimont peine à se faire une place de titulaire indiscutable.
Son début de saison 2014-2015 est difficile, il se blesse au dos dès le début de saison et s'éloigne des terrains quelques mois. Il reprend avec l'équipe réserve du club. Lors d'un match face à Caen en Coupe de la Ligue, il marque un but et signe son retour. En janvier 2015, durant un match de championnat contre Ajaccio, alors que son équipe est menée au score, il marque le but égalisateur qui permet aux Auvergnats de prendre un point important. En seconde partie de saison, Dugimont se montre plus décisif,  comme son but contre Brest durant la dernière journée de championnat. L'attaquant devient peu à peu un élément important de l'attaque clermontoise. En mai, il prolonge son contrat avec le club de deux ans.
Alors qu'il était encore muet lors de la saison 2015-2016 malgré 15 matchs disputés, il inscrit un triplé le 14 novembre 2015 au 7e tour de la Coupe de France face à Blagnac, club de CFA2, pour une victoire 3 à 1. L'explosion du sénégalais Famara Diedhiou, meilleur buteur de Ligue 2, oblige Dugimont à se montrer plus discret devant le but.
Le départ de Diedhiou à l'été 2016 lui libère du temps de jeu. Dugimont devient réellement un pilier de Clermont durant la saison 2016-2017 où il retrouve son sens du but. Ainsi, l'attaquant clôt l'exercice avec treize buts et six passes décisives en championnat. 
Dugimont marque onze buts en championnat à l'issue de la saison 2017-2018, dont deux doublés inscrits contre Orléans et Valenciennes, et distille quatre passes décisives.
L'attaquant dispute deux matchs à l'aube de la saison 2018-2019 avant de s'engager pour Auxerre. En cinq saisons au club auvergnat, Dugimont dispute cent quatre-vingt-quatre matchs officiels pour cinquante-et-un buts.

### AJ Auxerre (depuis 2018)
Après un bras de fer entre présidents clermontois et auxerrois, Dugimont signe finalement à l'AJ Auxerre le 13 août 2018 un contrat de trois ans.
Dugimont fait ses débuts auxerrois le 17 août 2018, remplaçant Romain Philippoteaux contre Nancy en Ligue 2. Il inscrit son premier but au mois d'octobre 2018 lors d'une défaite 3-2 aux dépens de l'OGC Nice en Coupe de la Ligue. Dugimont vit un exercice difficile, à l'image de son club, et marque à quatre reprises en championnat alors qu'il avait clôturé les deux saisons précédentes avec plus de dix buts.
Le 21 août 2022 il fait ses débuts en Ligue 1 à l'âge de 36 ans, avec à la clé une passe décisive.

## Statistiques
| Saison                | Club                  | Championnat           | Championnat | Championnat | Championnat | Coupe nationale | Coupe nationale | Coupe nationale | Coupe de la Ligue | Coupe de la Ligue | Coupe de la Ligue | Barrages d'accession | Barrages d'accession | Barrages d'accession | Total | Total | Total |
| Saison                | Club                  | Division              | M.          | B.          | P.d.        | M.              | B.              | P.d.            | M.                | B.                | P.d.              | M.                   | B.                   | P.d.                 | M.    | B.    | P.d.  |
| 2006-2007             | Levallois SCF         | CFA                   | 4           | 1           | -           | -               | -               | -               | -                 | -                 | -                 | -                    | -                    | -                    | 4     | 1     | 0     |
| 2007-2008             | Levallois SCF         | CFA 2                 | 1           | 2           | -           | -               | -               | -               | -                 | -                 | -                 | -                    | -                    | -                    | 1     | 2     | 0     |
| Sous-total            | Sous-total            | Sous-total            | 5           | 3           | -           | -               | -               | -               | -                 | -                 | -                 | -                    | -                    | -                    | 5     | 3     | 0     |
| 2008-2009             | AS Poissy             | CFA 2                 | 6           | 5           | -           | 1               | 0               | 0               | -                 | -                 | -                 | -                    | -                    | -                    | 7     | 5     | 0     |
| 2009-2010             | AS Poissy             | CFA 2                 | 24          | 8           | -           | 3               | 3               | 0               | -                 | -                 | -                 | -                    | -                    | -                    | 27    | 11    | 0     |
| 2010-2011             | AS Poissy             | CFA                   | 32          | 16          | -           | 6               | 4               | 0               | -                 | -                 | -                 | -                    | -                    | -                    | 38    | 20    | 0     |
| Sous-total            | Sous-total            | Sous-total            | 62          | 29          | -           | 10              | 7               | 0               | -                 | -                 | -                 | -                    | -                    | -                    | 72    | 36    | 0     |
| 2011-2012             | FC Rouen              | National              | 20          | 11          | -           | 1               | 0               | 0               | -                 | -                 | -                 | -                    | -                    | -                    | 21    | 11    | 0     |
| 2012-2013             | FC Rouen              | National              | 35          | 12          | 3           | 5               | 5               | 1               | -                 | -                 | -                 | -                    | -                    | -                    | 40    | 17    | 4     |
| Sous-total            | Sous-total            | Sous-total            | 55          | 23          | 3           | 6               | 5               | 1               | -                 | -                 | -                 | -                    | -                    | -                    | 61    | 28    | 4     |
| 2013-2014             | Clermont Foot         | Ligue 2               | 31          | 1           | 2           | 2               | 0               | 0               | 2                 | 1                 | 0                 | -                    | -                    | -                    | 35    | 2     | 2     |
| 2014-2015             | Clermont Foot         | Ligue 2               | 27          | 8           | 5           | 2               | 1               | 0               | 2                 | 1                 | 0                 | -                    | -                    | -                    | 31    | 10    | 5     |
| 2015-2016             | Clermont Foot         | Ligue 2               | 38          | 7           | 3           | 2               | 4               | 0               | 1                 | 0                 | 0                 | -                    | -                    | -                    | 41    | 11    | 3     |
| 2016-2017             | Clermont Foot         | Ligue 2               | 36          | 13          | 6           | 3               | 3               | 0               | 1                 | 0                 | 0                 | -                    | -                    | -                    | 40    | 16    | 6     |
| 2017-2018             | Clermont Foot         | Ligue 2               | 35          | 11          | 4           | 1               | 0               | 0               | 2                 | 2                 | 0                 | -                    | -                    | -                    | 38    | 13    | 4     |
| 2018-2019             | Clermont Foot         | Ligue 2               | 2           | 0           | 0           | -               | -               | -               | -                 | -                 | -                 | -                    | -                    | -                    | 2     | 0     | 0     |
| Sous-total            | Sous-total            | Sous-total            | 169         | 40          | 22          | 9               | 7               | 0               | 8                 | 4                 | 0                 | -                    | -                    | -                    | 186   | 51    | 22    |
| 2018-2019             | AJ Auxerre            | Ligue 2               | 29          | 4           | 0           | 1               | 0               | 0               | 2                 | 1                 | 0                 | -                    | -                    | -                    | 32    | 5     | 0     |
| 2019-2020             | AJ Auxerre            | Ligue 2               | 27          | 6           | 2           | -               | -               | -               | 1                 | 0                 | 0                 | -                    | -                    | -                    | 28    | 6     | 2     |
| 2020-2021             | AJ Auxerre            | Ligue 2               | 35          | 14          | 4           | 2               | 0               | 0               | -                 | -                 | -                 | -                    | -                    | -                    | 37    | 14    | 4     |
| 2021-2022             | AJ Auxerre            | Ligue 2               | 22          | 2           | 1           | 3               | 2               | 1               | -                 | -                 | -                 | -                    | -                    | -                    | 25    | 4     | 2     |
| 2022-2023             | AJ Auxerre            | Ligue 1               | 11          | 0           | 1           | 2               | 0               | 0               | -                 | -                 | -                 | 3                    | 0                    | 0                    | 16    | 0     | 1     |
| Sous-total            | Sous-total            | Sous-total            | 124         | 26          | 8           | 8               | 2               | 1               | 3                 | 1                 | 0                 | 3                    | 0                    | 0                    | 138   | 29    | 9     |
| Total sur la carrière | Total sur la carrière | Total sur la carrière | 388         | 119         | 30          | 31              | 20              | 1               | 11                | 5                 | 0                 | 3                    | 0                    | 0                    | 433   | 144   | 31    |